# Ghobeiry
Ghobeiry (arabe : غبيري ; également orthographiée Ghbayreh ou Ghabariyeh) est une municipalité du district de Baabda du gouvernorat du Mont-Liban, au Liban.

## Population
Les habitants de Ghobeiry sont majoritairement des musulmans chiites.

## Histoire
En mai 1988, après trois semaines de combats intenses entre Amal Militia et le Hezbollah, Ghobeiry et Chiyah sont les seuls districts de Beyrouth dont Amal est capable de garder le contrôle, le reste du sud de Beyrouth passant sous le contrôle du Hezbollah.

## Géographie
Avec plusieurs villes et municipalités voisines, dont Haret Hreik, Ghobeiry constitue la banlieue sud de Beyrouth.